# Cimitero ebraico di Velký Pěčín
Il cimitero ebraico di Velký Pěčín(in ceco Židovský hřbitov ve Velkém Pěčíně) si trova a Velký Pěčín nella parte nord occidentale del comune di Dačice nel Distretto di Jindřichův Hradec della Regione di Vysočina, Repubblica Ceca. Il cimitero ebraico è stato edificato nel XVI secolo ed è rimasto in attività sino all'apertura del nuovo cimitero di Telč alla fine del XIX secolo. I cimiteri ebraici di Telč e a Velké Pěčín rivestono una grande importanza come testimonianza della vita nella comunità ebraica locale che vanta una storia plurisecolare. Appartiene alla comunità ebraica di Praga. 

## Storia

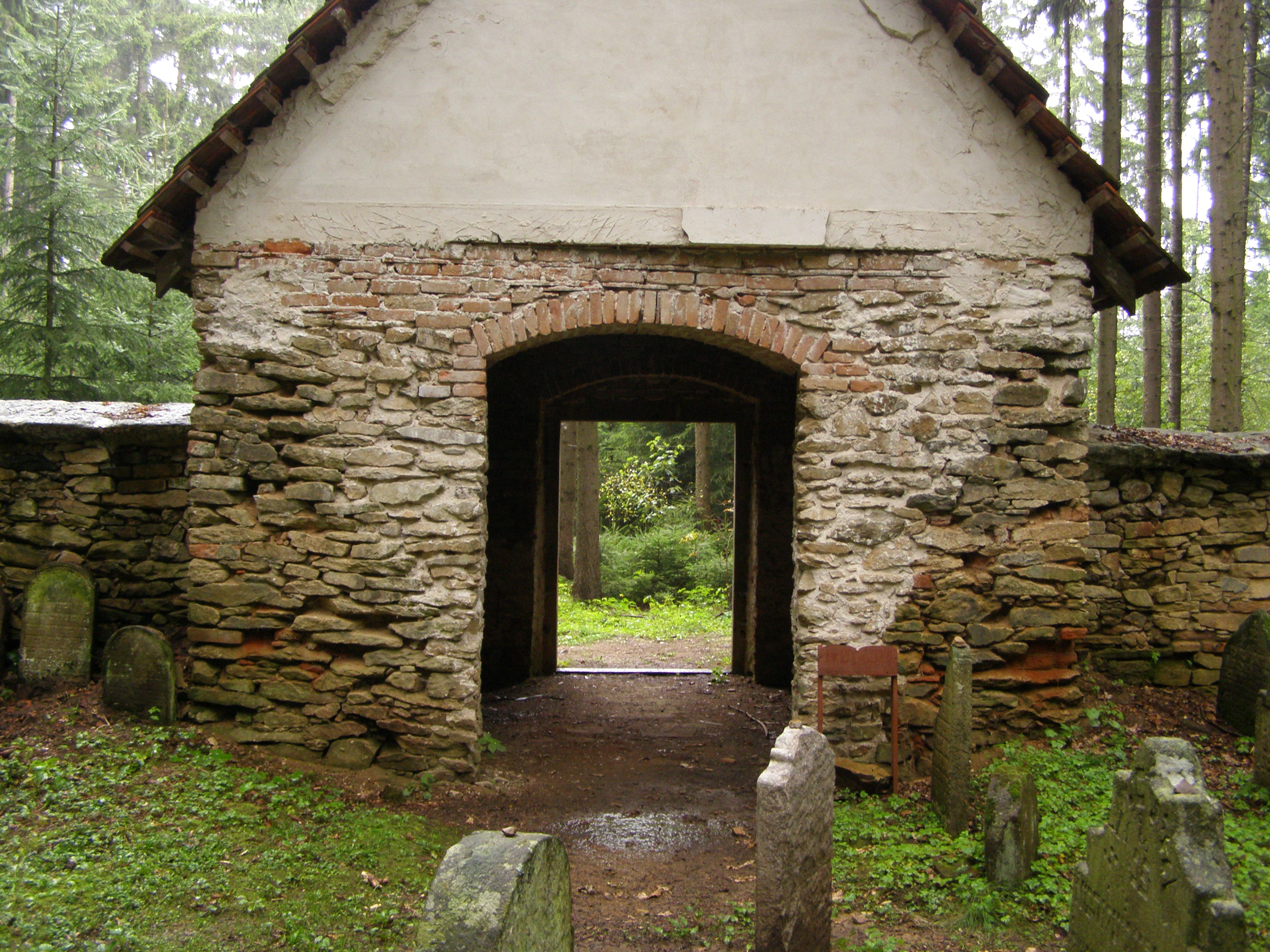
Sala cerimoniale o camera mortuaria del cimitero

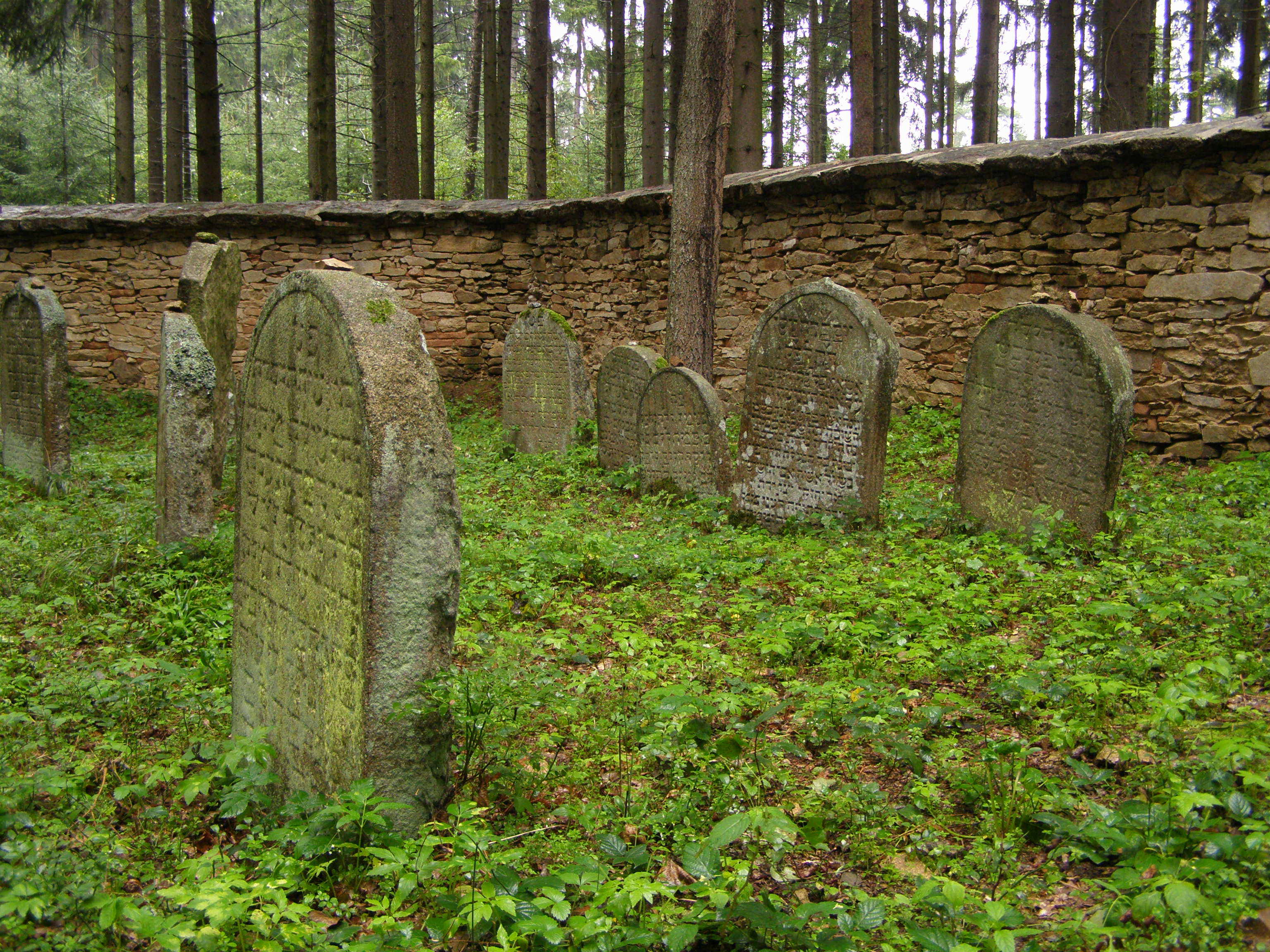
Vecchio cimitero ebraico nel villaggio di Velký Pěčín, territorio di Dačice

La prima menzione di Velký Pěčín risale al 1356 e dal 1496 appartenne a lungo all'ospedale della vicina città di Telč. A Velký Pěčín non esisteva alcuna comunità religiosa ebraica e il cimitero ebraico locale appartenne alla comunità religiosa ebraica di Telč. Il vecchio cimitero di Velký Pěčín risale al 1551 ed è stato costruito a circa 6 km a sud di Telč su un'area in precedenza di proprietà dell'ospedale municipale di Telč mentre poi amministrativamente entrata a far parte del territorio di Dačice, nella Boemia Meridionale, mentre Telč rientra nel territorio della Regione di Vysočina. Dal punto di vista storico questo cimitero venne aperto mentre Zaccaria di Hradec prendeva possesso del vicino castello di Telč. Costruito lontano dal centro abitato verso nord ovest quasi nascosto nel bosco. Servì diverse comunità religiose dei dintorni, tra le quali Telč che dista circa 11 km. La lapide leggibile più antica risale al 1655 ed accolse sepolture fino al 1879, quando venne aperto il nuovo cimitero ebraico a Telč. Dopo il 1939 venne definitivamente abbandonato e, proprio per la sua posizione molto isolata, il cimitero fu risparmiato da significative devastazioni anche se subì danneggiamenti durante l'occupazione nazista. Nel complesso fu quasi dimenticato e venne ricoperto di vegetazione. Dopo il 1938 fu abbandonato ma a partire dal 1990 fu restaurato procedendo alla ripulitura del campo e delle lapidi ed alla sistemazione del muro di cinta. L'antica camera mortuaria in pietra è stata riparata.

## Descrizione

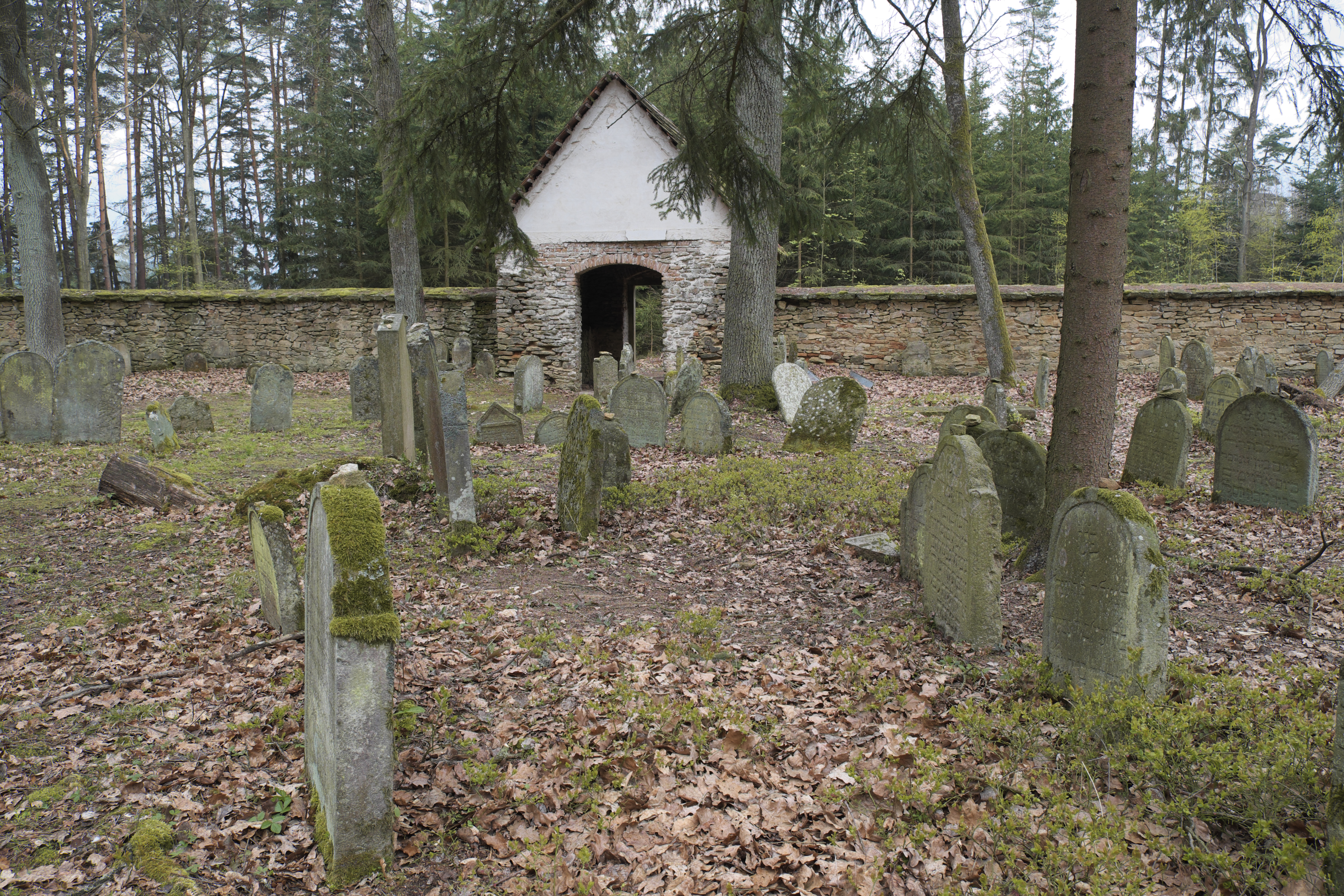
Altra immagine del campo del cimitero

Il vecchio cimitero di Velký Pěčín si trova nella parte più nord della frazione di Velký Pěčín nel comune di Dačice della Regione di Vysočina, Repubblica Ceca. La storica struttura cimiteriale non è più in uso e l'ultima sepoltura che vi è stata realizzata risale al 1878. L'area si estende per la modesta ampiezza di 803 m² e vi si conservano circa 150 lapidi tra le quali alcune di fattura pregevole barocca e neoclassicista con decorazioni semplici e prive di simbolismi. La lapide più antica è del 1655 e in complesso le lapidi più datate che si trovano nel sito risalgono alla metà del XVII secolo. Le lapidi di Brajndl, con quelle della figlia di Zajnvil e Frajdl e della figlia di Mordechai sono del 1655 mentre al 1690 risale la lapide di Hesdil, la figlia di Yitzchak Tausk. Qui è conservata tra le altre anche la lapide di Jakub Lang, patrono della comunità ebraica di Telč dal 1829, proprietario della casa Lanner e importante industriale locale. Qui furono sepolti i defunti ebrei fino alla metà del XIX secolo, quando fu costruito il nuovo cimitero ebraico di Telč.

### Monumento nazionale culturale della Repubblica Ceca
La tutela dei monumenti della Repubblica Ceca considera il cimitero ebraico di Velký Pěčín un monumento culturale tutelato col numero col numero di catalogo 1000158825.